# 荒木田守武
荒木田 守武（あらきだ もりたけ、文明5年（1473年） - 天文18年8月8日（1549年8月30日））は、戦国時代の伊勢神宮祠官・連歌師。荒木田一門薗田氏の出身で、父は荒木田守秀、母は荒木田（藤波）氏経の娘。荒木田守晨の弟。山崎宗鑑とともに俳諧の祖とも言われている。通称は中川平太夫と言った。77歳で病没。
1541年（天文10年）一禰宜となると当時流行していた連歌を三条西実隆に師事し、宗祇・宗長と交流があった。「新撰菟玖波集」に入集1句をはじめ、「法楽発句集」（1508年/永正5年）などの連歌集、「独吟百韻」（1530年/享禄3年）、「守武千句」（1540年/天文9年）などの俳諧集、教訓歌集「世中百首」（1525年/大永5年）などを残した。

## 代表作
散る花を南無阿弥陀仏と夕哉

## 著作
守武千句
- 『守武千句』[出版者不明]、1652年。 NCID BA87497513。
- 『守武千句 2巻』野田弥兵衞、1652年。 NCID BB09541667。
- 勝峰晋風 [編]、山崎宗鑑、松永貞徳、安原貞室、北村季吟、松江重頼、高政、随流 ほか『貞門俳諧集』7号（復刻）、日本図書センター〈日本俳書大系〉、1995年。 NCID BN13380770。 - 底本は日本俳書大系刊行会 大正15年11月刊の第6巻。[8]

世中百首
- 出口延佳『世中百首繪鈔 3巻』川島重信 [挿画]、藤原長兵衛,今井七郎兵衛、1722年。 NCID BB13295145。 - 上・中・下の3巻
- 『守武傳書』（写本）、18--。 NCID BB11224634。 - 内容: 「人丸」、「蝉丸」等の伝書、「古今集九箇條」「源氏物語三箇傳」「伊勢物語傳」「徒然草三箇大事」「古今集序灌頂二箇條」を収載。
- 山崎宗純 [共編]『世中の歌百人首 . 一休禅師の歌』（写本）清太郎 [写]、1865年。 NCID BB04275872。[9] - 印記:「来田氏家蔵」、「神宮皇學館大學圖書之印」
- 宇仁一彦『伊勢論語 : 世中百首講話』神宮司庁、1949年。 NCID BA3799447X。 - 世中百首の写真版(神宮徴古館蔵)あり
- 天理図書館綿屋文庫『俳諧蒙求 : 守武西翁流』第2期, 8、天理圖書館〈俳書叢刊〉、1951年。 NCID BA3215445X。
- 神宮古典籍影印叢刊編集委員会 [編]『荒木田守武集』10-1,2号（複製）、皇学館大学,八木書店 (製作発売)〈神宮古典籍影印叢刊〉、1983年。 NCID BN02922077。 - 皇学館創立百周年記念[10]
- 俳租守武翁顕彰会『荒木田守武』俳祖荒木田守武没後四五〇年記念事業実行委員会、1999年。 NCID BA43811949。 - 没後四百五十年記念。関係年譜: p36-53、主な参考文献: p56。